# Campeonato da Europa de Atletismo de 2018 - Revezamento 4x400 m feminino
A prova dos 4 x 400 metros estafetas feminino do Campeonato da Europa de Atletismo de 2018 foi disputada entre os dias  10 e 11 de agosto de 2018 no Estádio Olímpico de Berlim em Berlim,  na Alemanha. 

## Recordes
Antes desta competição, os recordes mundiais e do campeonato nesta prova eram os seguintes:
|                       | Nome                                                               | Nacionalidade     | Tempo   | Local     | Data                 |
| --------------------- | ------------------------------------------------------------------ | ----------------- | ------- | --------- | -------------------- |
| Recorde mundial       | (Tatyana Ledovskaya, Olga Nazarova Mariya Pinigina, Olga Bryzgina) | União Soviética   | 3m15s17 | Seul      | 1 de outubro de 1988 |
| Recorde do campeonato | (Kirsten Emmelmann, Sabine Busch Petra Müller, Marita Koch)        | Alemanha Oriental | 3m16s87 | Estugarda | 31 de agosto de 1986 |
| Recorde europeu       | (Tatyana Ledovskaya, Olga Nazarova Mariya Pinigina, Olga Bryzgina) | União Soviética   | 3m15s17 | Seul      | 1 de outubro de 1988 |

## Medalhistas
| Ouro | Prata                                                                                                 | Bronze |
| Polónia · Małgorzata Hołub-Kowalik · Iga Baumgart-Witan · Patrycja Wyciszkiewicz · Justyna Święty-Ersetic · Natalia Kaczmarek* · Martyna Dąbrowska* | França · Elea-Mariama Diarra · Déborah Sananes · Agnès Raharolahy · Floria Gueï · Estelle Perrossier* | Reino Unido · Zoey Clark · Anyika Onuora · Amy Allcock · Eilidh Doyle · Finette Agyapong* · Mary Abichi* · Emily Diamond* |

* Indica que o atleta só competiu nas baterias e recebeu medalhas.

## Cronograma
Todos os horários são locais (UTC+2).
| Data         | Hora  | Evento  |
| ------------ | ----- | ------- |
| 10 de agosto | 13:40 | Bateria |
| 11 de agosto | 21:50 | Final   |

## Resultados

### Bateria
Qualificação: 3 atletas de cada bateria  (Q) mais os 2 melhores qualificados (q). 
| Posição | Bateria | Nacionalidade | Atletas                                                                                | Tempo   | Notas                |
| ------- | ------- | ------------- | -------------------------------------------------------------------------------------- | ------- | -------------------- |
| 1       | 1       | Itália        | Maria Benedicta Chigbolu, Ayomide Folorunso, Raphaela Lukudo, Libania Grenot           | 3:27.63 | Q,                   |
| 2       | 1       | Grã-Bretanha  | Zoey Clark, Finette Agyapong, Mary Abichi, Emily Diamond                               | 3:28.12 | Q                    |
| 3       | 2       | Polónia       | Małgorzata Hołub-Kowalik, Patrycja Wyciszkiewicz, Natalia Kaczmarek, Martyna Dąbrowska | 3:28.52 | Q                    |
| 4       | 2       | França        | Elea-Mariama Diarra, Agnès Raharolahy, Déborah Sananes, Estelle Perrossier             | 3:28.61 | Q                    |
| 5       | 2       | Bélgica       | Camille Laus, Cynthia Bolingo, Justien Grillet, Hanne Claes                            | 3:30.62 | Q                    |
| 6       | 1       | Alemanha      | Nadine Gonska, Corinna Schwab, Karolina Pahlitzsch, Hannah Mergenthaler                | 3:31.77 | Q,                   |
| 7       | 2       | Roménia       | Andrea Miklós, Cristina Daniela Balan, Sanda Belgyan, Bianca Răzor                     | 3:31.95 | q,                   |
| 8       | 1       | Eslováquia    | Emma Zapletalová, Iveta Putalová, Daniela Ledecká, Alexandra Bezeková                  | 3:32.11 | q,                   |
| 9       | 2       | Suécia        | Matilda Hellqvist, Moa Hjelmer, Josefin Magnusson, Lisa Duffy                          | 3:32.61 | Recorde da temporada |
| 10      | 1       | Suíça         | Fanette Humair, Robine Schürmann, Rachel Pellaud, Yasmin Giger                         | 3:32.86 |                      |
| 11      | 1       | Espanha       | Laura Bueno, Herminia Parra, Carmen Sánchez, Aauri Bokesa                              | 3:33.18 |                      |
| 12      | 1       | Portugal      | Rivinilda Mentai, Joceline Monteiro, Cátia Azevedo, Dorothé Évora                      | 3:33.35 | Recorde da temporada |
| 13      | 2       | Grécia        | Anna Vasiliou, Despina Mourta, Evaggelía Zigori, Irini Vasiliou                        | 3:34.69 |                      |
| 14      | 1       | Irlanda       | Sinead Denny, Sophie Becker, Davicia Patterson, Claire Mooney                          | 3:35.96 | Recorde da temporada |
| 15      | 2       | Lituânia      | Eva Misiūnaitė, Modesta Morauskaitė, Gabija Galvydytė, Erika Krūminaitė                | 3:37.73 |                      |
| 16      | 2       | Ucrânia       | Kateryna Klymyuk, Mariya Mykolenko, Anastasiia Bryzgina, Tetyana Melnyk                | DSQ     | 170.7                |

### Final
| Posição           | Bateria | Nacionalidade | Atletas                                                                                      | Tempo   | Notas                |
| ----------------- | ------- | ------------- | -------------------------------------------------------------------------------------------- | ------- | -------------------- |
| Medalha de ouro   | 5       | Polónia       | Małgorzata Hołub-Kowalik, Iga Baumgart-Witan, Patrycja Wyciszkiewicz, Justyna Święty-Ersetic | 3:26.59 |                      |
| Medalha de prata  | 4       | França        | Elea-Mariama Diarra, Déborah Sananes, Agnès Raharolahy, Floria Gueï                          | 3:27.17 |                      |
| Medalha de bronze | 6       | Grã-Bretanha  | Zoey Clark, Anyika Onuora, Amy Allcock, Eilidh Doyle                                         | 3:27.40 |                      |
| 4                 | 8       | Bélgica       | Cynthia Bolingo, Hanne Claes, Justien Grillet, Camille Laus                                  | 3:27.69 | Recorde nacional     |
| 5                 | 3       | Itália        | Maria Benedicta Chigbolu, Ayomide Folorunso, Raphaela Lukudo, Libania Grenot                 | 3:28.62 |                      |
| 6                 | 7       | Alemanha      | Nadine Gonska, Laura Müller, Karolina Pahlitzsch, Hannah Mergenthaler                        | 3:30.33 | Recorde da temporada |
| 7                 | 1       | Roménia       | Andrea Miklós, Cristina Daniela Balan, Sanda Belgyan, Bianca Răzor                           | 3:32.15 |                      |
| 8                 | 2       | Eslováquia    | Emma Zapletalová, Iveta Putalová, Daniela Ledecká, Alexandra Bezeková                        | 3:32.22 |                      |

Legenda
| Recorde mundial       | Recorde mundial (World record)               |                       | Recorde africano                      | Recorde africano (African) |                                           | Q | Classificado por posição (Qualified) |
| Recorde do campeonato | Recorde do campeonato (Championship record)  | Recorde da América    | Recorde da América (Americas)         | q                          | Classificado por melhor tempo (Qualified) |   |                                      |
| Melhor marca do ano   | Melhor marca do ano (World leading)          | Recorde asiático      | Recorde asiático (Asian)              | DNS                        | Não largou (Did not start)                |   |                                      |
| Recorde nacional      | Recorde nacional (National record)           | Recorde europeu       | Recorde europeu (European)            | DNF                        | Não terminou (Did not finish)             |   |                                      |
| Recorde pessoal       | Recorde pessoal do atleta (Personal best)    | Recorde da Oceania    | Recorde da Oceania (Oceania)          | DSQ / DQ                   | Desclassificado (Disqualified)            |   |                                      |
| Recorde da temporada  | Recorde da temporada do atleta (Season best) | Recorde sul-americano | Recorde sul-americano (South America) | NM                         | Sem marca (No mark)                       |   |                                      |